# Белен Руеда
Марія Белен Руеда Ґарсія-Порреро (ісп. María Belén Rueda García-Porrero; *16 березня 1965, Мадрид) — іспанська акторка, телеведуча, модель.

## Життєпис
Белен Руеда народилась у Мадриді. Її батько був інженером, а мати — інструкторкою з балету. Вона є однією із трьох дітей. Коли вона була дитиною, разом із сім'єю переїхали до Сан-Хуану, Аліканте. 
Коли Белен виповнилось 18 років, вона переїхала до Мадриду вивчати архітектуру, але полишила університет, зустрівши італійця, з яким пізніше одружилася. 
Працювала продавчинею та моделлю, поки не стала з'являтись на телебаченні.

## Фільмографія
| Рік  | Назва                  | Роль             |
| ---- | ---------------------- | ---------------- |
| 2004 | Море всередині         | Джулія           |
| 2007 | Savage Grace           | Пілар Дюран      |
| 2007 | Притулок               | Лаура            |
| 2008 | 8 Dates                | Елена            |
| 2009 | Дуже іспанське кіно    | Лаура            |
| 2010 | For the Good of Others | Ізабель          |
| 2010 | Julia's Eyes           | Джулія           |
| 2011 | Don't Be Afraid        | мама Сільвії     |
| 2012 | El cuerpo              | Майка Вільяверде |
| 2013 | Seventh                | Делія            |
| 2017 | Орбіта 9               | Сільвія          |
| 2018 | Ідеальні незнайомці    | Ева              |